# Sudarat Keyuraphan

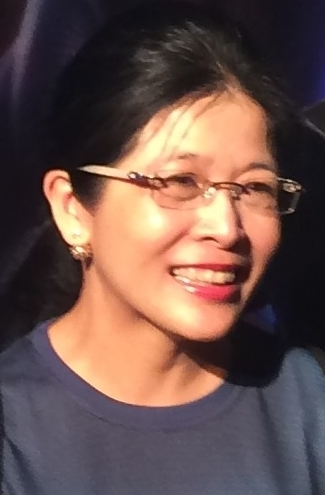
Sudarat Keyuraphan (2016)

Sudarat Keyuraphan (thailändisch สุดารัตน์ เกยุราพันธุ์, Aussprache: [sùʔdaːrát keːjúʔraːpʰan]; * 1. Mai 1961 in Bangkok) ist eine thailändische Politikerin. Sie war eine Mitbegründerin und führendes Mitglied der Thai-Rak-Thai-Partei, Gesundheits- und Landwirtschaftsministerin in den Regierungen von Thaksin Shinawatra. Bei der Parlamentswahl 2019 war sie Spitzenkandidatin der Pheu-Thai-Partei. Seit September 2022 ist sie Vorsitzende der Thai-Sang-Thai-Partei.

## Leben und Karriere
Sudarat ist die Tochter des Politikers Somphon Keyuraphan, der in den 1960er- und 1970er-Jahren Parlamentsabgeordneter für einen Wahlkreis der Provinz Nakhon Ratchasima war. Sie besuchte die katholische St.-Joseph-Konventsschule in Bangkok. Anschließend studierte sie Handel und Rechnungswesen an der Chulalongkorn-Universität (Bachelor) und Betriebswirtschaft am Sasin Graduate Institute of Business Administration (Master). Sie ist mit dem Immobilienunternehmer Somyos Leelapunyalert verheiratet, sie haben drei Kinder. Seit ihr 2005 der Orden von Chula Chom Klao verliehen wurde, wird Sudarat mit dem Ehrentitel Khun Ying angesprochen (etwa vergleichbar mit dem Titel Dame in Großbritannien). Sie promovierte 2018 an der buddhistischen Mahachulalongkornrajavidyalaya-Universität mit einer Arbeit über „integrative buddhistische Methoden zur Lösung von Konflikten in der aktuellen thailändischen Politik“.
Sudarat ging 1991 in die Politik und trat der Palang-Dharma-Partei bei, die für buddhistische Werte und gegen Korruption eintrat. Im Jahr darauf wurde sie als Vertreterin eines Wahlkreises im Norden von Bangkok ins thailändische Parlament gewählt. Nach der vorgezogenen Neuwahl im September 1992 (nach dem Schwarzen Mai) wurde sie stellvertretende Regierungssprecherin des Kabinetts Chuan Leekpai. 1994 wurde Sudarat Generalsekretärin der Palang-Dharma-Partei, sie war die erste weibliche Generalsekretärin einer thailändischen Partei. Im Oktober 1994 wurde sie stellvertretende Verkehrsministerin und blieb dies, bis die Palang-Dharma-Partei im Mai 1995 die Regierungskoalition verließ. Bei der dadurch ausgelösten Neuwahl konnte sie ihren Parlamentssitz verteidigen. In der Regierung von Banharn Silpa-archa war sie anschließend stellvertretende Innenministerin, wiederum als erste Frau in diesem Amt. Im Mai 1996 trat sie – wie die übrigen Regierungsmitglieder der Palang-Dharma-Partei – zurück. Bei der vorgezogenen Neuwahl erlitt die Palang-Dharma-Partei, die inzwischen von dem schwerreichen IT- und Telekommunikations-Unternehmer Thaksin Shinawatra geführt wurde, eine schwere Niederlage. Sudarat wurde als einziges Mitglied wiedergewählt, anschließend löste sich die Partei auf.
Sudarat gehörte 1998 zu den Gründungsmitgliedern der von Thaksin initiierten Thai-Rak-Thai-Partei (TRT) und wurde deren stellvertretende Vorsitzende. Die TRT gewann die Parlamentswahl 2001 erdrutschartig, Sudarat wurde als Sechstplatzierte auf der Parteiliste der TRT gewählt. In der Regierung von Thaksin Shinawatra amtierte sie während der folgenden vier Jahre als Gesundheitsministerin. Sudarat wurde in der Regierung zum „inneren Zirkel“ um Thaksin gezählt. Sie war für die Einführung der allgemeinen Gesundheitsversicherung durch die TRT-Regierung (sogenanntes 30-Baht-Programm: Patienten mussten pro Arztbesuch nur eine Selbstbeteiligung von 30 Baht bezahlen) verantwortlich. Nach der Wiederwahl der TRT wurde Sudarat Landwirtschaftsministerin. Durch den Putsch im September 2006 verlor sie ihr Regierungsamt. Anschließend sprach das von den Putschisten eingesetzte „Verfassungsgericht“ gegen Sudarat – wie alle anderen führenden Mitglieder der TRT – eine fünfjährige Sperre für politische Ämter aus.
Während der Militärdiktatur von Prayut Chan-o-cha trat Sudarat 2018 der oppositionellen Pheu-Thai-Partei (einer Nachfolgeorganisation der aufgelösten TRT) bei und wurde von dieser als Spitzenkandidatin für die Parlamentswahl 2019 aufgestellt. Ihre Partei wurde bei der Wahl mit 136 der 500 Sitze stärkste Kraft. Nachdem die Wahlkommission die Berechnung der Sitzverteilung geändert hatte, gelang es ihr aber nicht eine Mehrheit gegen die militärnahe Koalition von General Prayut Chan-o-cha zu bilden. Im November 2020 trat Sudarat aus der Pheu-Thai-Partei aus; im Monat darauf gründete sie eine neue Partei namens Thai Sang Thai („Thais bauen Thailand auf“). Im September 2022 wurde sie zur Parteivorsitzenden gewählt. Bei der Parlamentswahl im Mai 2023 gewann die Partei sechs Sitze.